# Droga krajowa B222 (Niemcy)
Droga krajowa 222 (niem. Bundesstraße 222, B 222) – niemiecka droga krajowa przebiegająca  z południa na północ i łączy drogę krajową B9 na przedmieściach Meerbusch z autostradą A44 w Nadrenii Północnej-Westfalii